# Bekölce
Bekölce è un comune dell'Ungheria di 826 abitanti (dati 2001). È situato nella contea di Heves.